# Луфен (Гуандун)
Луфен (кит. спр. 陆丰市, піньїнь: Lùfēng Shì) — місто-повіт в південнокитайській провінції Гуандун, складова міста Шаньвей.

## Географія
Луфен займає схід префектури, лежить у гирлі річки Лохе.

### Клімат
Місто знаходиться у зоні, котра характеризується вологим субтропічним кліматом. Найтепліший місяць — липень із середньою температурою 28.3 °C (82.9 °F). Найхолодніший місяць — січень, із середньою температурою 14.7 °С (58.5 °F).
| Клімат Луфена           | Клімат Луфена | Клімат Луфена | Клімат Луфена | Клімат Луфена | Клімат Луфена | Клімат Луфена | Клімат Луфена | Клімат Луфена | Клімат Луфена | Клімат Луфена | Клімат Луфена | Клімат Луфена | Клімат Луфена |
| Показник                | Січ.          | Лют.          | Бер.          | Квіт.         | Трав.         | Черв.         | Лип.          | Серп.         | Вер.          | Жовт.         | Лист.         | Груд.         | Рік           |
| Середня температура, °C | 14,7          | 15,3          | 18            | 21,9          | 25,2          | 27,1          | 28,3          | 28,2          | 27,2          | 24,4          | 20,6          | 16,5          | 22,3          |
| Норма опадів, мм        | 28.9          | 57.3          | 81.1          | 162.5         | 284.3         | 349.6         | 277.5         | 268.7         | 200.1         | 69.7          | 37.4          | 25.4          | 1842.5        |
| Днів з опадами          | 7,2           | 9,4           | 11,5          | 12,1          | 15,4          | 19            | 16            | 15,6          | 11,8          | 7             | 5,8           | 5,1           | 135,9         |
| Вологість повітря, %    | 73.9          | 79.3          | 81.1          | 82            | 82.9          | 83.2          | 79.9          | 80.4          | 79.1          | 75.2          | 72.9          | 71.8          | 78.5          |
| ----------------------- | ------------- | ------------- | ------------- | ------------- | ------------- | ------------- | ------------- | ------------- | ------------- | ------------- | ------------- | ------------- | ------------- |
| Джерело: Weatherbase    |               |               |               |               |               |               |               |               |               |               |               |               |               |